# Hajdukovo
Hajdukovo (cyr. Хајдуково) – wieś w Serbii, w Wojwodinie, w okręgu północnobackim, w mieście Subotica. W 2011 roku liczyła 2313 mieszkańców.